# Borgaberget (Ronneby)

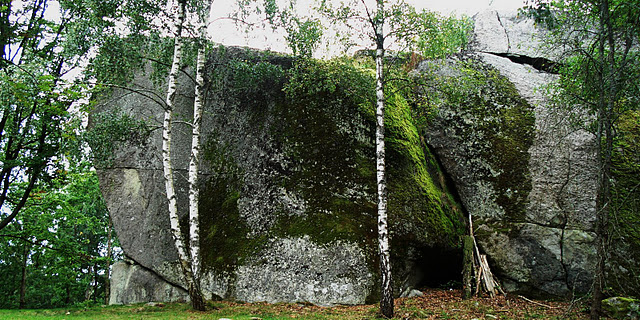
Borgaberget (von Osten gesehen)

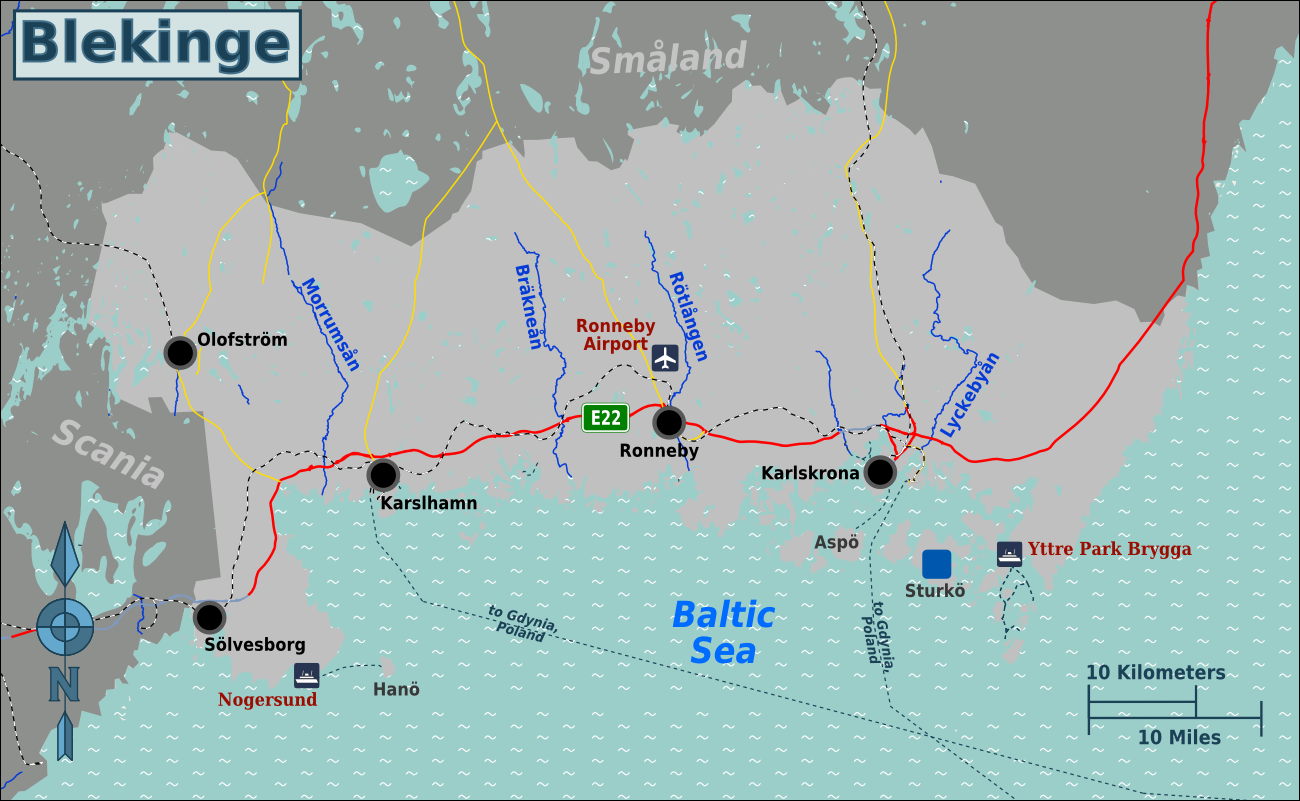
Karte

Borgarberget ist eine Wallburg (schwedisch Fornborg) in der Nähe des Sees Halsjön nördlich von Levalunda, bei Ronneby in Blekinge in Schweden. Die Burg ist eine vermutlich eisenzeitliche Anlage auf einem hohen Felsen.
Die Fornborg misst in Nord-Süd-Richtung etwa 100 × 50 Meter. Sie besteht im Süden, Osten, Westen und Nordwesten aus steilen Klippen. Im Norden und Nordosten ist der Bereich durch Hänge geschützt. Oberhalb dieser liegen abgewinkelte Mauern. Am Zugang liegt Bruchgestein. Der im Westen gelegene Halsjön reichte, bevor er abgesenkt wurde, bis zur Klippe.
Zur Funktion solcher Anlagen gibt es mehrere Theorien. Zwar lassen die Formen Verteidigungsanlagen vermuten, doch werden die Fornborgar mit den slawischen Burgen verglichen, die ähnlich den späteren mittelalterlichen Städten geschützte Wohnstätten und religiöse Zentren waren. Die Funktion als Fluchtburg kommt bei einigen in Betracht, allerdings sollte es sich um einen einheitlichen Nutzungsgrund handeln. 
Im Nordwesten Finnlands kommen ähnliche Burgen vor, die dort Jätinkirkko (deutsch „Riesenkirchen“) genannt werden und auch aus der Eisenzeit stammen. Etwa 1,0 km südlich liegt die Wallburg Hästhagen.